# Championnats de république démocratique du Congo de cyclisme sur route
Les championnats de république démocratique du Congo de cyclisme sur route sont les championnats nationaux de cyclisme sur route organisés par la Fédération cycliste de la république démocratique du Congo.

## Hommes

### Podiums de la course en ligne
| Année     | Vainqueur      | Deuxième       | Troisième       |
| --------- | -------------- | -------------- | --------------- |
| 2006      | Bumba Dukwa    | Jimmy Kikontwe | M'Bawu          |
| 2010      | Bumba Dukwa    | Alain Yanda    | Meleze Mayele   |
| 2012      | Enoch Manzambi | Alain Yanda    | Bumba Dukwa     |
| 2013      | Pas organisé   | Pas organisé   | Pas organisé    |
| 2014      | Bumba Dukwa    | Bebeka Matondo | Jean Lumingu    |
| 2015      | Pas organisé   | Pas organisé   | Pas organisé    |
| 2016      | Jimmy Muhindo  | Jean Lumingu   | Ludovic Kabamba |
| 2018      | Jonathan Ipema | Christian Onia | Samuel Nyenyezi |
| 2019-2020 | Pas organisé   | Pas organisé   | Pas organisé    |
| 2021      | Daniel Ishara  |                |                 |
| 2023      | Joël Kasereka  | Jonathan Yambe | Martino Mbiya   |

### Podiums du contre-la-montre
| Année | Vainqueur    | Deuxième    | Troisième      |
| ----- | ------------ | ----------- | -------------- |
| 2016  | Jean Lumingu | Sidis Aslan | Bebeka Matondo |